# Major League Soccer
Major League Soccer je nejvyšší profesionální fotbalová liga v USA a Kanadě založená v roce 1993 (první ročník se však odehrál v roce 1996). Ligu hraje 29 týmů, 26 z USA a 3 z Kanady. Liga se má rozšířít o další tým, celkový počet tak bude 30.
Základní část začíná na konci února nebo na začátku března a končí v průběhu října, každý tým odehraje 34 utkání, nejlepší tým základní části získá MLS Supporters' Shield. Čtrnáct nejlepších týmů postoupí do playoff, které vrcholí na konci listopadu utkáním o MLS Cup.
S průměrnou návštěvností přes 20 000 diváků na zápas je MLS třetí nejsledovanější ligou ve Spojených státech (po NFL a MLB) a je sedmou nejnavštěvovanější fotbalovou ligou na světě.
Major League Soccer byla založena v roce 1993 jako součást úspěšné kandidatury na pořadatelství MS 1994. První sezonu odehrálo v roce 1996 deset týmů. Na počátku se MLS potýkala s velkými finančními problémy, v listopadu 2001 byla kvůli finančním potížím liga zrušena, dva dny po jejím zrušení se ovšem na popud amerického podnikatele Lamara Hunta (vlastníka klubů Columbus Crew a Kansas City Wizards v MLS a Kansas City Chiefs v NFL) obnovila. Od té doby se MLS rozšířila na 26 klubů a všechny začaly hrát na stadionech určených přímo pro kopanou (na začátku týmy hrály na stadionech určených pro americký fotbal), návštěvnost překonala NHL a NBA, do ligy začaly přicházet hvězdy jako například David Beckham, MLS získala televizní práva a dostala se do zisku.

## Formát soutěže
Základní část MLS probíhá od konce února/začátku března do října. Kluby jsou rozděleny do dvou konferencí – Východní a Západní, tak aby každý tým odehrál 34 zápasů. Sezona 2020 byla první sezonou, kteráse nehrála systémem každý s každým, v rámci své konference se střetlo každé mužstvo dvakrát s každým, z protější konference ale vyzvalo pouze 10 soupeřů ze 13. V průběhu sezony je krátká přestávka, během které se odehraje tzv. All-Star Game, exhibiční zápas nejlepších hráčů ligy. Od roku 1996 měla All-Stars Game několik formátů: zápas nejlepších hráčů Východní konference proti nejlepším ze Západní, utkání proti přednímu týmu z Evropy (v All-Star Game si zahrály například celky Real Madrid CF, Arsenal FC nebo třeba FC Bayern Mnichov); od roku 2020 All-Star Game bude hrát výběr hráčů MLS proti výběru mexické Ligy MX. Na konci základní části tým, který získá nejvíce bodů, vyhraje MLS Supporters' Shield a výhodu domácího prostředí v playoff.
Základní část je následovaná playoff vrcholícím v listopadu. Do playoff postupuje devět nejlepších celků každé konference, nejlepších sedm týmů je nasazeno do osmifinále, zbylé dva čeká ještě "šestnáctifinále". Vítězové konferencí se v listopadu utkají o MLS Cup.
Formát ligy jaro–podzim má za následek občasné termínové konflikty s některými turnaji, jako jsou Mistrovství světa nebo Zlatý pohár CONCACAF, což má za následek krátkodobou absenci předních hráčů v lize. Nejsou ale plány na úpravu kalendáře, z důvodu umístění některých týmů by byla nutná zimní přestávka a termíny by kolidovaly s NFL a NBA, které mají formát podzim–jaro.

### Ostatní soutěže
Týmy MLS hrají i v dalších mezinárodních i státních soutěžích. Každý rok hraje pět mužstev z MLS, čtyři z USA a jeden z Kanady, v Lize mistrů proti dalším klubům zóny CONCACAF (Mexiko, střední Amerika a oblast Karibiku). Do Ligy mistrů se kvalifikují vítězové jednotlivých konferencí, vítěz MLS Cupu a vítěz US Open Cupu. Pokud se některý klub kvalifikuje několikrát (například zvítězí v poháru i v konferenci) nebo je místo obsazeno kanadským týmem, který z MLS nemůže postoupit, do LM postoupí nejlepší tým celkové tabulky, který ještě nezískal účastnické místo. Kanadské kluby se do LM kvalifikují přes domácí soutěž Canadian Championship, ze které postupuje pouze vítěz. Od reorganizace Ligy mistrů v roce 2008 ji žádný tým z MLS nedokázal vyhrát, pouze třikrát se dostaly do finále: Real Salt Lake (2011), Montreal Impact (2015) a Toronto FC (2018). Od roku 2018 vítěz MLS Cupu hraje s vítězem mexické Ligy MX o Campeones Cup. Od roku 2020 se Campeones Cup bude hrát s 16 týmy (8 z MLS a 8 z Mexika), čímž se naváže na koncept zaniklé North American SuperLiga.

## Týmy
Dvacet šest týmů MLS je rozděleno na Západní a Východní konferenci. Od roku 2005 se liga pravidelně rozšiřuje, v roce 2022 přibude tým Charlotte FC a v roce 2023 Sacramento a St. Louis.
| Tým                    | Město                       | Stadion                    | Kapacita           | V MLS od           | Trenér                     |
| Západní konference     | Západní konference          | Západní konference         | Západní konference | Západní konference | Západní konference         |
| ---------------------- | --------------------------- | -------------------------- | ------------------ | ------------------ | -------------------------- |
| Colorado Rapids        | Commerce City, Colorado     | Dick's Sporting Goods Park | 18 061             | 1996               | Robin Fraser               |
| FC Dallas              | Frisco, Texas               | Toyota Stadium             | 20 500             | 1996               | Luchi Gonzalez             |
| Houston Dynamo FC      | Houston, Texas              | BBVA Stadium               | 22 039             | 2006               | Tab Ramos                  |
| Los Angeles Galaxy     | Carson, Kalifornie          | Dignity Health Sports Park | 27 000             | 1996               | Guillermo Barros Schelotto |
| Los Angeles FC         | Los Angeles, Kalifornie     | Banc of California Stadium | 22 000             | 2018               | Bob Bradley                |
| Minnesota United FC    | Saint Paul, Minnesota       | Allianz Field              | 19 400             | 2017               | Adrian Heath               |
| Nashville SC           | Nashville, Tennessee        | Nissan Stadium             | 69 143             | 2020               | Gary Smith                 |
| Portland Timbers       | Portland, Oregon            | Providence Park            | 25 218             | 2011               | Giovanni Savarese          |
| Real Salt Lake         | Sandy, Utah                 | Rio Tinto Stadium          | 20 213             | 2005               | Freddy Juarez              |
| San Jose Earthquakes   | San José, Kalifornie        | Earthquakes Stadium        | 18 000             | 1996               | Matías Almeyda             |
| Seattle Sounders FC    | Seattle, Washington         | CenturyLink Field          | 37 722             | 2009               | Brian Schmetzer            |
| Sporting Kansas City   | Kansas City, Kansas         | Children's Mercy Park      | 18 467             | 1996               | Peter Vermes               |
| Vancouver Whitecaps FC | Vancouver, Britská Kolumbie | BC Place                   | 22 120             | 2011               | Marc Dos Santos            |
| Východní konference    |                             |                            |                    |                    |                            |
| Atlanta United FC      | Atlanta, Georgie            | Mercedes-Benz Stadium      | 42 500             | 2017               | Frank de Boer              |
| Chicago Fire           | Chicago, Illinois           | Soldier Field              | 24 995             | 1998               | Raphaël Wicky              |
| Club de Foot Montréal  | Montréal, Québec            | Saputo Stadium             | 19 619             | 2012               | Thierry Henry              |
| FC Cincinnati          | Cincinnati, Ohio            | Nippert Stadium            | 32 250             | 2019               | Yoann Damet                |
| Columbus Crew SC       | Columbus, Ohio              | Mapfre Stadium             | 19 968             | 1996               | Caleb Porter               |
| D.C. United            | Washington, D.C.            | Audi Field                 | 20 000             | 1996               | Ben Olsen                  |
| Inter Miami CF         | Fort Lauderdale, Florida    | Inter Miami CF Stadium     | 18 000             | 2020               | Diego Alonso               |
| New England Revolution | Foxborough, Massachusetts   | Gillette Stadium           | 20 000             | 1996               | Bruce Arena                |
| New York City FC       | New York, New York          | Yankee Stadium             | 30 321             | 2015               | Ronny Deila                |
| New York Red Bulls     | Harrison, New Jersey        | Red Bull Arena             | 25 000             | 1996               | Chris Armas                |
| Orlando City SC        | Orlando, Florida            | Exploria Stadium           | 25 500             | 2015               | Óscar Pareja               |
| Philadelphia Union     | Chester, Pensylvánie        | Subaru Park                | 18 500             | 2010               | Jim Curtin                 |
| Toronto FC             | Toronto, Ontario            | BMO Field                  | 28 351             | 2007               | Greg Vanney                |

### Časová osa
| Sezona | Počet klubů | Nové týmy | Zaniklé týmy                  | Poznámky                                                                   |
| ------ | ----------- | --- | ----------------------------- | -------------------------------------------------------------------------- |
| 1996   | 10          | Colorado Rapids Columbus Crew D.C. United Dallas Burn Kansas City Wiz Los Angeles Galaxy New England Revolution New York/New Jersey MetroStars San Jose Clash Tampa Bay Mutiny |                               |                                                                            |
| 1997   | 10          | |                               | Kansas City Wiz → Kansas City Wizards                                      |
| 1998   | 12          | Chicago Fire Miami Fusion |                               | New York/New Jersey MetroStars → MetroStars                                |
| 2000   | 12          | |                               | San Jose Clash → San Jose Earthquakes                                      |
| 2002   | 10          | | Miami Fusion Tampa Bay Mutiny |                                                                            |
| 2005   | 12          | CD Chivas USA Real Salt Lake |                               | Dallas Burn → FC Dallas                                                    |
| 2006   | 12          | Houston Dynamo | San Jose Earthquakes          | MetroStars → New York Red Bulls                                            |
| 2007   | 13          | Toronto FC |                               |                                                                            |
| 2008   | 14          | San Jose Earthquakes |                               |                                                                            |
| 2009   | 15          | Seattle Sounders FC |                               |                                                                            |
| 2010   | 16          | Philadelphia Union |                               |                                                                            |
| 2011   | 18          | Portland Timbers Vancouver Whitecaps FC |                               | Kansas City Wizards → Sporting Kansas City                                 |
| 2012   | 19          | Montreal Impact |                               |                                                                            |
| 2015   | 20          | New York City FC Orlando City SC | CD Chivas USA                 | Columbus Crew → Columbus Crew SC                                           |
| 2017   | 22          | Atlanta United FC Minnesota United FC |                               |                                                                            |
| 2018   | 23          | Los Angeles FC |                               |                                                                            |
| 2019   | 24          | FC Cincinnati |                               |                                                                            |
| 2020   | 26          | Inter Miami CF Nashville SC |                               |                                                                            |
| 2021   | 27          | Austin FC |                               | Montreal Impact → Club de Foot Montréal Houston Dynamo → Houston Dynamo FC |
| 2022   | 28          | Charlotte FC |                               |                                                                            |
| 2023   | 30          | Sacramento St. Louis |                               |                                                                            |

## Ročníky
| Ročník | MLS Cup                  | MLS Supporters' Shield   |
| ------ | ------------------------ | ------------------------ |
| 1996   | D.C. United (1)          | Tampa Bay Mutiny (1)     |
| 1997   | D.C. United (2)          | D.C. United (1)          |
| 1998   | Chicago Fire (1)         | Los Angeles Galaxy (1)   |
| 1999   | D.C. United (3)          | D.C. United (2)          |
| 2000   | Kansas City Wizards (1)  | Kansas City Wizards (1)  |
| 2001   | San Jose Earthquakes (1) | Miami Fusion (1)         |
| 2002   | Los Angeles Galaxy (1)   | Los Angeles Galaxy (2)   |
| 2003   | San Jose Earthquakes (2) | Chicago Fire (1)         |
| 2004   | D.C. United (4)          | Columbus Crew (1)        |
| 2005   | Los Angeles Galaxy (2)   | San Jose Earthquakes (1) |
| 2006   | Houston Dynamo (1)       | D.C. United (3)          |
| 2007   | Houston Dynamo (2)       | D.C. United (4)          |
| 2008   | Columbus Crew (1)        | Columbus Crew (2)        |
| 2009   | Real Salt Lake (1)       | Columbus Crew (3)        |
| 2010   | Colorado Rapids (1)      | Los Angeles Galaxy (3)   |
| 2011   | Los Angeles Galaxy (3)   | Los Angeles Galaxy (4)   |
| 2012   | Los Angeles Galaxy (4)   | San Jose Earthquakes (2) |
| 2013   | Sporting Kansas City (2) | New York Red Bulls (1)   |
| 2014   | Los Angeles Galaxy (5)   | Seattle Sounders FC (1)  |
| 2015   | Portland Timbers (1)     | New York Red Bulls (2)   |
| 2016   | Seattle Sounders FC (1)  | FC Dallas (1)            |
| 2017   | Toronto FC (1)           | Toronto FC (1)           |
| 2018   | Atlanta United FC (1)    | New York Red Bulls (3)   |
| 2019   | Seattle Sounders FC (2)  | Los Angeles FC (1)       |
| 2020   | Columbus Crew SC (2)     | Philadelphia Union (1)   |
| 2021   | New York City FC (1)     | Portland Timbers (1)     |
| 2022   | Los Angeles FC (1)       | Philadelphia Union (2)   |

## Statistiky a rekordy

### Historická tabulka
Poznámka: Tabulka po sezoně 2019.
| Poř. | Tým                    | Z   | V   | R   | P   | VG   | OG   | B    |
| ---- | ---------------------- | --- | --- | --- | --- | ---- | ---- | ---- |
| 1.   | Los Angeles Galaxy     | 764 | 333 | 170 | 261 | 1228 | 1017 | 1169 |
| 2.   | FC Dallas              | 764 | 303 | 174 | 261 | 1128 | 1092 | 1083 |
| 3.   | New York Red Bulls     | 764 | 305 | 164 | 295 | 1171 | 1106 | 1079 |
| 4.   | Sporting Kansas City   | 765 | 294 | 185 | 186 | 1076 | 1018 | 1067 |
| 5.   | Columbus Crew SC       | 764 | 297 | 171 | 296 | 1099 | 1069 | 1062 |
| 6.   | D.C. United            | 764 | 293 | 171 | 300 | 1147 | 1113 | 1050 |
| 7.   | New England Revolution | 765 | 267 | 178 | 320 | 1073 | 1164 | 979  |
| 8.   | Chicago Fire           | 701 | 266 | 177 | 258 | 1035 | 980  | 975  |
| 9.   | Colorado Rapids        | 764 | 265 | 169 | 330 | 990  | 1130 | 964  |
| 10.  | San Jose Earthquakes   | 702 | 241 | 178 | 283 | 963  | 996  | 901  |
| 11.  | Real Salt Lake         | 490 | 186 | 120 | 184 | 668  | 653  | 678  |
| 12.  | Houston Dynamo         | 458 | 165 | 131 | 162 | 625  | 608  | 626  |
| 13.  | Seattle Sounders FC    | 366 | 166 | 82  | 118 | 532  | 451  | 580  |
| 14.  | Toronto FC             | 426 | 134 | 115 | 177 | 574  | 651  | 517  |
| 15.  | Portland Timbers       | 306 | 116 | 87  | 103 | 441  | 427  | 435  |
| 16.  | Philadelphia Union     | 336 | 114 | 87  | 135 | 460  | 482  | 429  |
| 17.  | Vancouver Whitecaps FC | 306 | 104 | 82  | 120 | 396  | 443  | 394  |
| 18.  | CD Chivas USA          | 320 | 92  | 79  | 149 | 351  | 483  | 355  |
| 19.  | Montreal Impact        | 272 | 95  | 56  | 121 | 376  | 426  | 341  |
| 20.  | New York City FC       | 170 | 75  | 43  | 52  | 289  | 245  | 268  |
| 21.  | Tampa Bay Mutiny       | 187 | 73  | 16  | 98  | 312  | 336  | 235  |
| 22.  | Orlando City SC        | 170 | 48  | 45  | 77  | 227  | 300  | 189  |
| 23.  | Atlanta United FC      | 102 | 54  | 20  | 28  | 198  | 127  | 182  |
| 24.  | Miami Fusion           | 122 | 46  | 20  | 56  | 199  | 219  | 158  |
| 25.  | Los Angeles FC         | 68  | 37  | 18  | 13  | 153  | 89   | 129  |
| 26.  | Minnesota United FC    | 102 | 36  | 17  | 49  | 148  | 183  | 125  |
| 27.  | FC Cincinnati          | 34  | 6   | 6   | 22  | 31   | 75   | 24   |

|  | Aktivní týmy |
|  | Zaniklé týmy |

### Hráčské rekordy

#### Celkově

##### Góly
| Poř. | Hráč                    | Gól | Období               |
| ---- | ----------------------- | --- | -------------------- |
| 1.   | Chris Wondolowski       | 159 | 2005–                |
| 2.   | Landon Donovan          | 145 | 2001–2014; 2016      |
| 3.   | Jeff Cunningham         | 134 | 1998–2011            |
| 4.   | Jaime Moreno            | 133 | 1996–2010            |
| 5.   | Kei Kamara              | 127 | 2006–2013; 2015–     |
| 6.   | Ante Razov              | 114 | 1996–2000; 2001–2009 |
| 7.   | Bradley Wright-Phillips | 108 | 2013–                |
| 7.   | Jason Kreis             | 108 | 1996–2007            |
| 9.   | Dwayne De Rosario       | 104 | 2001–2014            |
| 10.  | Taylor Twellman         | 101 | 2002–2010            |

##### Asistence
| Poř. | Hráč              | A   | Období           |
| ---- | ----------------- | --- | ---------------- |
| 1.   | Landon Donovan    | 136 | 2001–2014; 2016  |
| 2.   | Steve Ralston     | 135 | 1996–2010        |
| 3.   | Brad Davis        | 123 | 2002–2016        |
| 4.   | Carlos Valderrama | 114 | 1996–2002        |
| 5.   | Preki             | 112 | 1996–2005        |
| 6.   | Jaime Moreno      | 102 | 1996–2010        |
| 7.   | Marco Etcheverry  | 101 | 1996–2003        |
| 8.   | Sacha Kljestan    | 93  | 2006–2010; 2015– |
| 9.   | Cobi Jones        | 91  | 1996–2007        |
| 10.  | Andy Williams     | 86  | 1998–2011        |

##### Odehrané zápasy
| Poř. | Hráč             | Z   | Období    |
| ---- | ---------------- | --- | --------- |
| 1.   | Nick Rimando     | 514 | 2000–2019 |
| 2.   | Kyle Beckerman   | 488 | 2000–     |
| 3.   | Jeff Larentowicz | 418 | 2005–     |
| 4.   | Kevin Hartman    | 416 | 1996–2013 |
| 5.   | Chad Marshall    | 409 | 2004–2019 |
| 6.   | Brad Davis       | 392 | 2002–2016 |
| 7.   | Drew Moor        | 382 | 2005–     |
| 8.   | Steve Ralston    | 378 | 1996–2010 |
| 9.   | Brian Carroll    | 371 | 2003–2017 |
| 10.  | Bobby Boswell    | 366 | 2005–2017 |

#### Sezonní maxima

##### Góly
| Poř. | Hráč                    | Gól | Sezona | Tým                  |
| ---- | ----------------------- | --- | ------ | -------------------- |
| 1.   | Carlos Vela             | 34  | 2019   | Los Angeles FC       |
| 2.   | Josef Martínez          | 31  | 2018   | Atlanta United FC    |
| 3.   | Zlatan Ibrahimović      | 30  | 2019   | Los Angeles Galaxy   |
| 4.   | Roy Lassiter            | 27  | 1996   | Tampa Bay Mutiny     |
| 4.   | Chris Wondolowski       | 27  | 2012   | San Jose Earthquakes |
| 4.   | Bradley Wright-Phillips | 27  | 2014   | New York Red Bulls   |
| 4.   | Josef Martínez          | 27  | 2019   | Atlanta United FC    |
| 8.   | Stern John              | 26  | 1998   | Columbus Crew        |
| 8.   | Mamadou Diallo          | 26  | 2000   | Tampa Bay Mutiny     |
| 10.  | Carlos Ruiz             | 24  | 2002   | Los Angeles Galaxy   |
| 10.  | Bradley Wright-Phillips | 24  | 2016   | New York Red Bulls   |
| 10.  | Nemanja Nikolić         | 24  | 2017   | Chicago Fire         |

##### Asistence
| Poř. | Hráč                       | A  | Sezona | Tým                    |
| ---- | -------------------------- | -- | ------ | ---------------------- |
| 1.   | Carlos Valderrama          | 26 | 2000   | Tampa Bay Mutiny       |
| 2.   | Sacha Kljestan             | 20 | 2016   | New York Red Bulls     |
| 2.   | Maximiliano Moralez        | 20 | 2019   | New York City FC       |
| 4.   | Marco Etcheverry           | 19 | 1996   | D.C. United            |
| 4.   | Carlos Valderrama          | 19 | 1997   | Tampa Bay Mutiny       |
| 4.   | Marco Etcheverry           | 19 | 1998   | D.C. United            |
| 4.   | Steve Ralston              | 19 | 2002   | New England Revolution |
| 4.   | Guillermo Barros Schelotto | 19 | 2008   | Columbus Crew          |
| 4.   | Landon Donovan             | 19 | 2014   | Los Angeles Galaxy     |
| 10.  | Bořek Dočkal               | 18 | 2018   | Philadelphia Union     |

## Češi v MLS
- Luboš Kubík – Chicago Fire (1998–2000), FC Dallas (2001)
- Bořek Dočkal – Philadelphia Union (2018)
- Zdeněk Ondrášek – FC Dallas (2019–2020)
- Tomáš Ostrák – St. Louis City SC (od roku 2023–)
- Tomáš Vaclík – New England Revolution (2023–2024), brankář, neodchytal však žádný soutěžní zápas
- Pavel Bucha – FC Cincinnati (2024– )
- Ondřej Lingr – Houston Dynamo FC (2025– )
- Tomáš Wiesner – Houston Dynamo FC (2025– )